# Villiers-Saint-Orien

Villiers-Saint-Orien este o comună în departamentul Eure-et-Loir, Franța. În 1 ianuarie 2022 avea o populație de 162 de locuitori.